# Auferstehungskirche (Bonn)

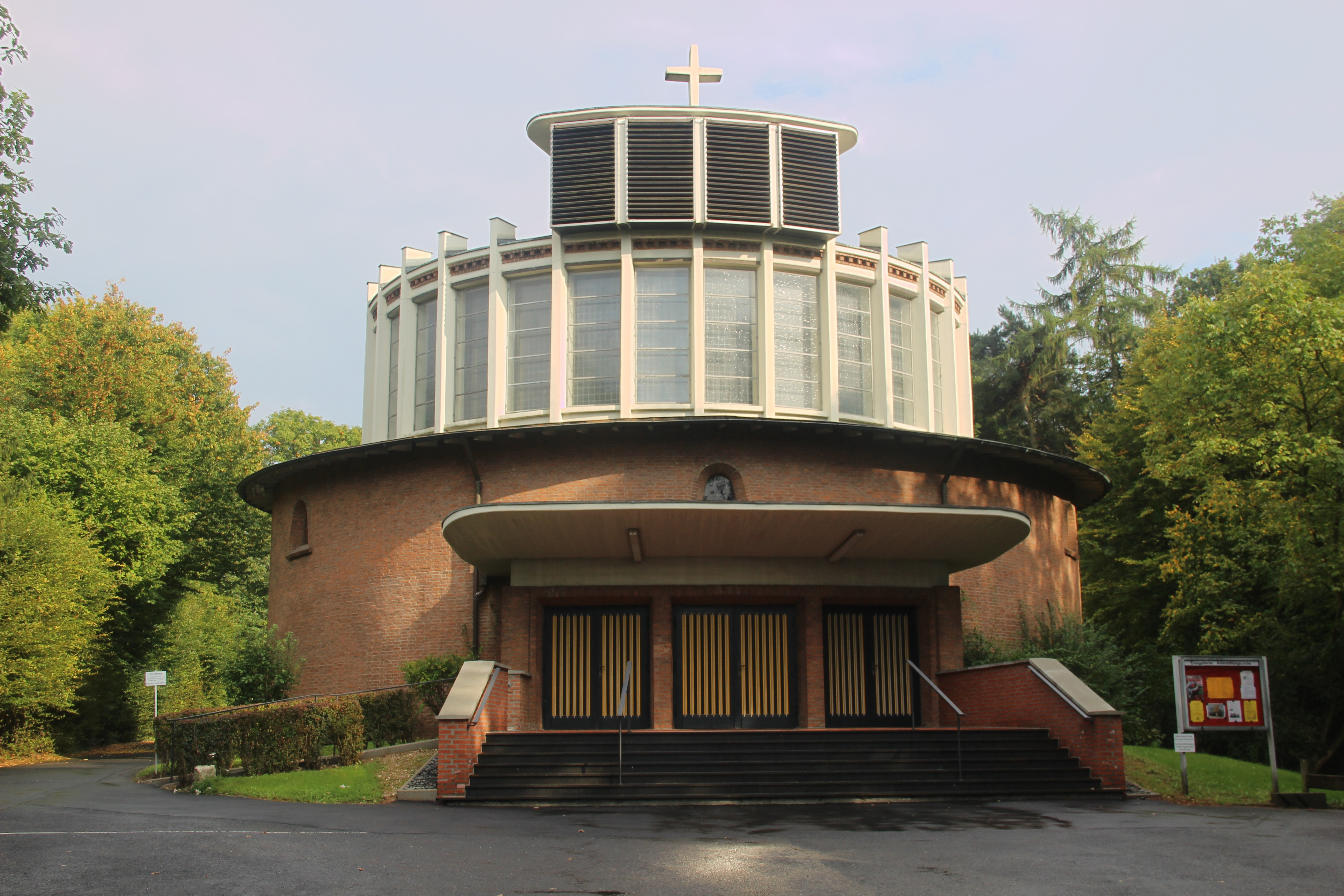
Die siebenstufige Treppe zum Eingang der Auferstehungskirche auf dem Venusberg

Die Auferstehungskirche im Bonner Ortsteil Venusberg ist ein evangelisches Gotteshaus aus den 1950er Jahren, das bis zu 500 Gläubigen Platz bietet. Das architektonisch anspruchsvolle Wahrzeichen auf dem Bonner Venusberg liegt am Haager Weg 69/71 und steht seit 1999 als Baudenkmal unter Denkmalschutz. Die Auferstehungskirchengemeinde gehört zum Kirchenkreis Bonn der Evangelischen Kirche im Rheinland.

## Geschichte
Nach dem Zweiten Weltkrieg war unter den evangelischen Kirchen in Bonn nur die Lutherkirche nicht beschädigt; sie diente den evangelischen Gläubigen vom Venusberg zunächst zur Andacht. Ab 1954 wurde eine Pfarrstelle für den Pfarrbezirk Venusberg und Ippendorf eingerichtet. Im Jahr 1956 wurde ein Wettbewerb zum Bau einer Kirche ausgeschrieben, den der Düsseldorfer Architekt Denis Boniver mit seinem Projekt gewann. Mit der runden Gestaltung des Zentralbaus knüpfte Boniver an die Arbeiten von Otto Bartning an, der in den 1920er Jahren die Auferstehungskirche in Essen entworfen hatte. Am 24. Februar 1957 wurde der Grundstein gelegt, am 27. Oktober 1957 erfolgte die Einweihung des Gotteshauses. Als erster Pfarrer der neuen Kirche betreute Martin Preuß die Gemeinde bis Januar 1975. 1963 wurde eine Orgel des Bonner Orgelbauers Johannes Klais eingebaut. Sie verfügt über zwei Manuale, ein Pedal, zwanzig Register und 1.370 Pfeifen. Das 50-jährige Jubiläum der Kirche wurde im Oktober 2007 mit einem Festwochenende, bestehend aus Gottesdiensten, Gemeindefest, Open-Air-Konzert und Kunstausstellungen, begangen.

## Architektur
Das Gebäude ist ein Rundbau mit einer aufgesetzten Stufe, die aus einem Fensterkranz besteht. Das Untergeschoss ist aus Ziegeln gemauert. Die Fenster des Obergeschosses sind zwischen Betonstützen eingehängt. Auf dem Obergeschoss erhebt sich der kleine und flache, zum Eingang der Kirche hin leicht überkragende Glockenstuhl, der vier Glocken enthält. Auf dem Glockenstuhl steht ein Betonkreuz. Das Hauptportal ist dreiflügelig.

## Ausstattung

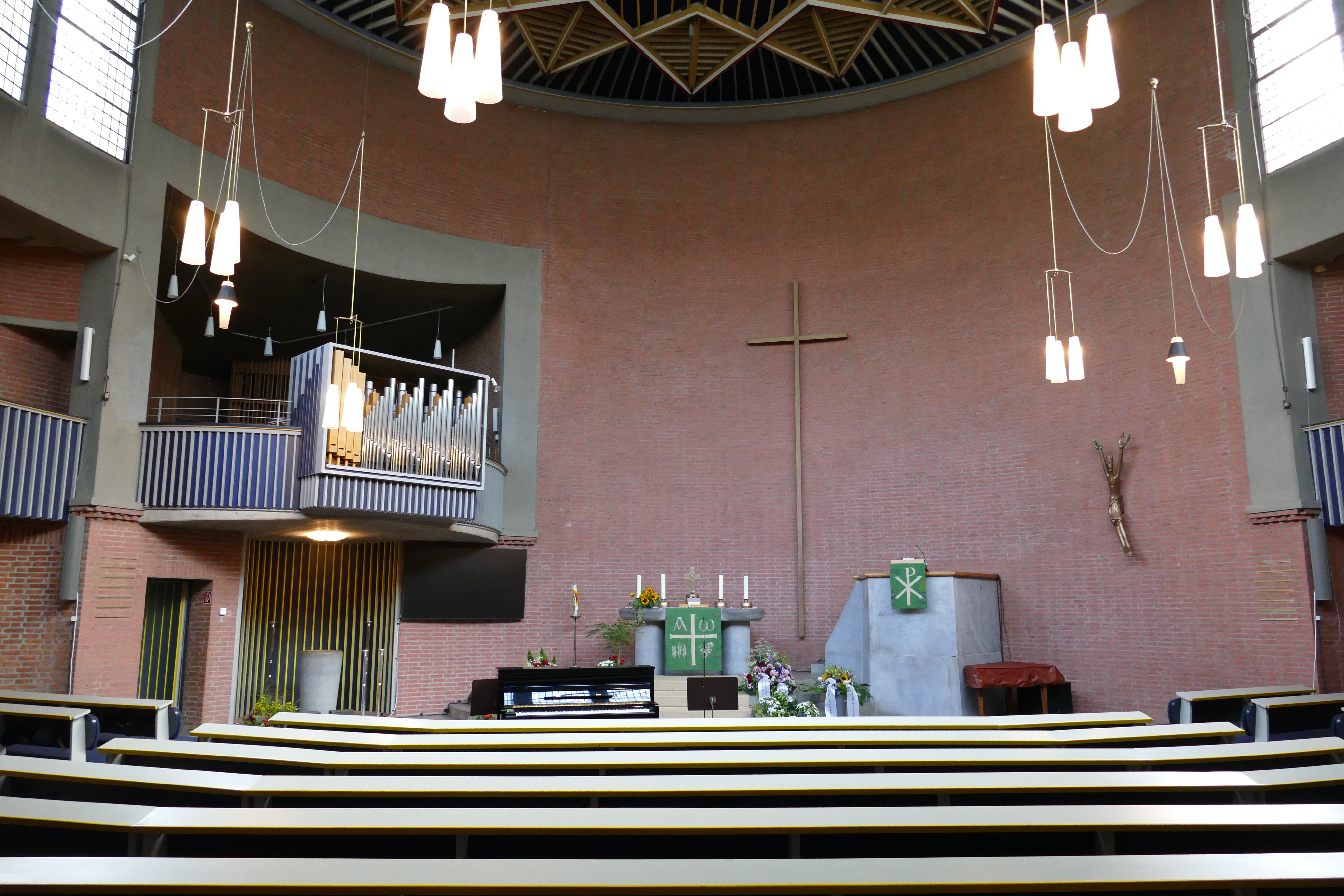
Innenraum der Auferstehungskirche

Der runde Innenraum enthält gegenüber dem Eingang einen Altar. Er steht auf einem an die Wand angelehnten, 5-stufigen Hochchor. Rechts vom Altar befindet sich die nur leicht erhöhte, in ihrer Anmutung wuchtige Kanzel, links die Orgel auf der Empore. Unter der Orgel steht in einer Nische der Taufstein. Altar, Kanzel und Taufstein wurden vom Mettmanner Steinmetz Horst Strempler aus Muschelkalk gefertigt. Hinter dem Altar hängt ein schlichtes, rund 6 Meter hohes Wandkreuz eines Ippendorfer Schreiners, schräg oberhalb der Kanzel ein bronzener Corpus Christi von Josef Elter, das ursprünglich in Mirabellenholz geschaffen und nur zweimal abgegossen wurde. Drei Glasfenster von Johannes Schreiter (Ausführung: Karl Jörres) aus dem Jahr 1957 zeigen als Motive „Phönix aus der Asche“,  „Pelikan, der seine Jungen mit seinem Blut nährt“ (Bezug zum Opfertod Jesu Christi) sowie „Lamm mit Siegesfahne“, Ausführung jeweils in Antikglas und Blei. Die Deckenkonstruktion aus Holz in Form eines Sternes verdeckt die darüber verlaufenden Versorgungsleitungen.

„Die dunkelblau gefaßte Decke mit sternförmig vorgehängten tiefgelben Balken erläutert sinnfällig die Bedeutung des gänzlich aus Kreissegmenten konstituierten Raums als mikrokosmisches Konzept.“

## Orgel
Die Orgel wurde 1963 von Johannes Klais Orgelbau (Bonn) als Opus 1129 erbaut. Nur das Rückpositiv besitzt einen Pfeifenprospekt in der Emporenbrüstung. Schwellwerk und Pedalpfeifen stehen an der Rückwand der Emporennische in Gehäusen, die mit Holzlatten verschlossen sind. Die Disposition (II/P/20) lautet:
| I Rückpositiv C–g3 |                |       |
| 1.                 | Rohrflöte      | 8′    |
| 2.                 | Spitzgedackt   | 8′    |
| 3.                 | Praestant      | 4′    |
| 4.                 | Holzflöte      | 4′    |
| 5.                 | Nachthorn      | 2′    |
| 6.                 | Sesquialter II | 2 ⁄3′ |
| 7.                 | Mixtur IV      |       |
| 8.                 | Holzdulcian    | 16′   |
|                    | Tremulant      |       |

| II Schwellwerk C–g3 |             |       |
| 9.                  | Holzgedackt | 8′    |
| 10.                 | Quintade    | 8′    |
| 11.                 | Blockflöte  | 4′    |
| 12.                 | Principal   | 2′    |
| 13.                 | Sifflöte    | 1 ⁄3′ |
| 14.                 | Cymbel II   |       |
| 15.                 | Regal       | 8′    |
|                     | Tremulant   |       |

| Pedal C–f1 |                |     |
| 16.        | Subbaß         | 16′ |
| 17.        | Offenbaß       | 8′  |
| 18.        | Principal      | 4′  |
| 19.        | Hintersatz III |     |
| 20.        | Posaune        | 16′ |

- Koppeln: II/I, I/P, II/P
- Spielhilfen: Tutti (Festkombination), zwei freie Kombinationen, Handregister, Auslöser, Zungenabsteller
- Traktur: Schleifladen, mechanische Spiel-, elektrische Registertraktur